# Іпатінга (мікрорегіон)

Іпатінга на карті штату Мінас-Жерайс

Іпатінга (порт. Microrregião de Ipatinga) — мікрорегіон у Бразилії, входить до штату Мінас-Жерайс. Складова частина мезорегіону Валі-ду-Ріу-Досі. Населення становить 520 991 чоловік на 2006 рік. Займає площу 4406,268 км². Густота населення — 118,2 чол./км².

## Склад мікрорегіону
До складу мікрорегіону включені такі муніципалітети:
1. Антоніу-Діас
2. Асусена
3. Белу-Орієнті
4. Коронел-Фабрісіану
5. Іпатінга
6. Жагуарасу
7. Жоанезія
8. Марлієрія
9. Мескіта
10. Накі
11. Перікіту
12. Сантана-ду-Параїзу
13. Тімотеу

| Бразилія | Це незавершена стаття з географії Бразилії. Ви можете допомогти проєкту, виправивши або дописавши її. |